# 미래세계의 음모
미래세계의 음모(Futureworld)는 미국에서 제작된 리처드 T. 헤프론 감독의 1976년 스릴러, SF 영화이다. 피터 폰다 등이 주연으로 출연하였고 James T. Aubrey 등이 제작에 참여하였다.

## 출연

### 주연
- 피터 폰다
- 블리드 대너

### 조연
- 아더 힐
- 율 브린너
- 존 P. 라이언
- 스튜어트 마골린
- 로버트 콘스웨이트
- 안젤라 그린
- 다렐 라슨
- 낸시 벨
- 도로시 콘라드
- 존 후지오카
- 데이너 리
- 알렉스 로딘
- 저드슨 프랫
- 제임스 M. 코너
- 마이크 스콧
- 에드 겔다트
- 캐트린 하트
- 짐 안토니오
- 콘래드 바흐먼
- 닉 디미트리

## 제작진
- 미술: 트레버 윌리엄스
- 세트: Marvin March
- 의상: Ann McCarthy
- 배역: 게리 체이슨
- 배역: 베티 마틴